# Henry Irving

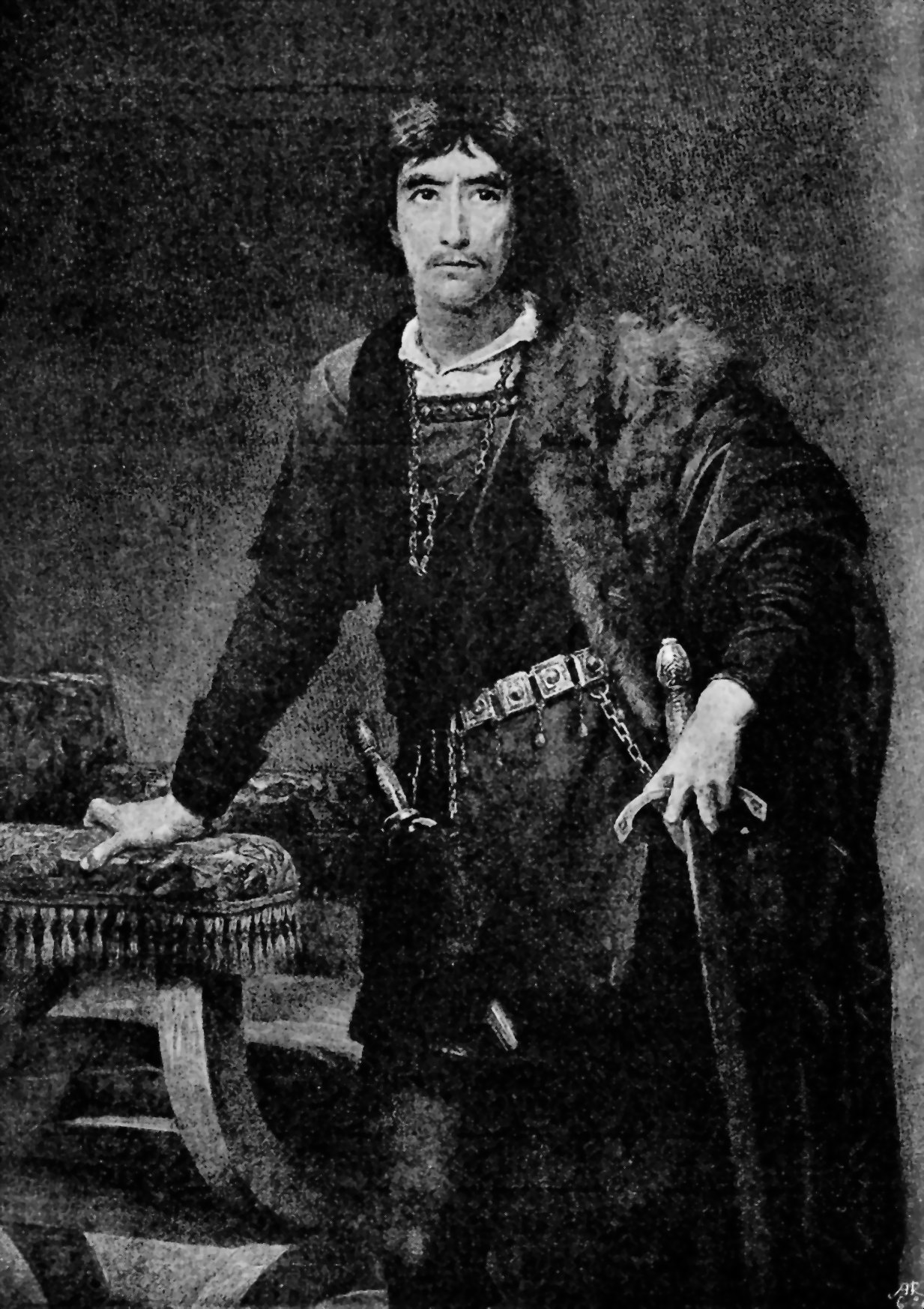
Sir Henry Irving, como Hamlet, en una ilustración de 1893 por The Idler Magazine.

John Henry Brodribb (Keinton Mandeville, 6 de febrero de 1838-Bradford, 13 de octubre de 1905), conocido como Henry Irving, fue un actor de teatro británico de la época victoriana. Fue el primer actor nombrado caballero.
Su hijo mayor, Harry Brodribb Irving (1870-1919), usualmente conocido como HB Irving, se convirtió en un actor famoso y en director de teatro. Por ello, padre e hijo son ocasionalmente confundidos. Su otro hijo, Laurence Irving (1871-1914), se convirtió en dramaturgo y fue una víctima del desastre del Empress of Ireland. Su nieto, Laurence Irving (1897-1988), se hizo conocido como director artístico en Hollywood.

## Enlaces externos

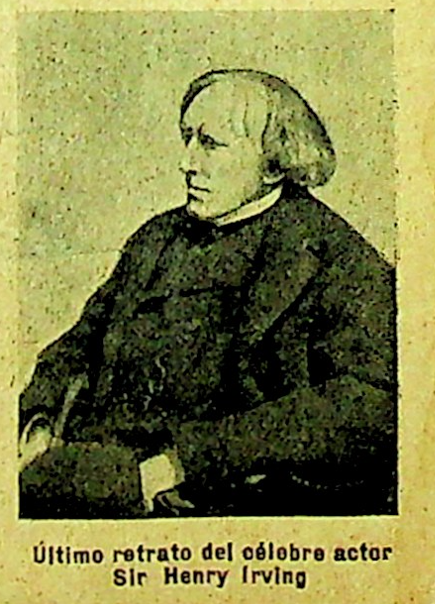
Ultimo retrato de Henry Irving.